# Manuel Arenas
Manuel de Jesús Arenas Coello (Lima, 10 de abril de 1912 - Guayaquil, ¿?) fue un futbolista peruano nacionalizado ecuatoriano que jugó en el equipo Panamá Sporting Club. Es considerado como uno de los mejores jugadores de fútbol de Guayaquil en la década de 1930. Fue llamado el "manco divino" por una lesión en el brazo derecho que le impedía estirarlo.
Su padre era peruano y su madre ecuatoriana. A los tres años, durante la transición de los gobiernos de Óscar Benavides y José Pardo y Barreda, su familia decidió viajar a Ecuador y residir en Guayaquil. Allí, Manuel Arenas comenzó a jugar en el Panamá Sporting Club desde las infantiles, y formó parte del equipo hasta en la Primera División.
Manuel Arenas, quien jugó como delantero, se nacionalizó ecuatoriano cuando hizo su registro militar a los 18 años. 
La selección de fútbol de Ecuador dijo presente en una Copa América por primera vez en 1939, con sede en Perú. Cuando Manuel Arenas regresó al país que lo vio nacer, cursaba cuarto año de la carrera de Medicina en la Universidad de Guayaquil. Dejó de lado sus exámenes finales para poder participar en la Copa América. El 15 de enero de 1939 fue el estreno ecuatoriano en la Copa América con Manuel Arenas como capitán.

## Carrera como jugador
Arenas jugó siempre en el Panamá quedando campeón en 1938 y 1939. En el Panamá compartió la delantera con el otro manco Ramón Unamuno y con jugadores históricos como Fonfredes Bohórquez, Romualdo Ronquillo, Ernesto "Cuchucho" Cevallos, Jorge "Cholo" Benítez, etc.

## Selección nacional
Fue internacional con la selección del Ecuador en siete ocasiones y marcó tres goles. Debutó el 11 de agosto de 1938 en un encuentro válido por la segunda fecha del campeonato de fútbol de los Juegos Bolivarianos de 1938 ante la selección de Perú que finalizó con marcador de 1-9 a favor de los peruanos. Formó parte de la plantilla que participó del Campeonato Sudamericano 1939. Su último encuentro con la selección lo disputó el 12 de febrero de 1939 en la derrota sobre Paraguay por 1-2.

### Participaciones en Juegos Bolivarianos
| Juegos                      | Sede     | Resultado |
| --------------------------- | -------- | --------- |
| Juegos Bolivarianos de 1938 | Colombia | 3° lugar  |

### Participaciones en el Campeonato Sudamericano
| Campeonato        | Sede | Resultado |
| ----------------- | ---- | --------- |
| Sudamericano 1939 | Perú | 5° lugar  |

## Clubes
| Club                 | País    | Año       |
| -------------------- | ------- | --------- |
| Panamá Sporting Club | Ecuador | 1926-1941 |

## Palmarés y distinciones

### Campeonatos locales
| Título                               | Equipo      | Sede    | Año  |
| ------------------------------------ | ----------- | ------- | ---- |
| Campeonato Infantil Serie "B" F.D.G. | Panamá S.C. | Ecuador | 1926 |
| Campeonatos Amateurs del Guayas      | Panamá S.C. | Ecuador | 1938 |
| Campeonatos Amateurs del Guayas      | Panamá S.C. | Ecuador | 1939 |
| Campeonatos Amateurs del Guayas      | Panamá S.C. | Ecuador | 1941 |

## Selección
Fue seleccionado ecuatoriano en el Sudamericano de Lima (Perú) en 1939, en donde jugó 3 partidos e hizo 2 goles.